# Sandbank des Apophis
Die „Sandbank des Apophis“ (auch „Sandbank der Schildkröte“) ist in der altägyptischen Mythologie die Bezeichnung eines niedrigen Nilwasserpegels oder einer geringen Nilflut; im weiteren Sinn auch die Redewendung für „Hungersnot“, „Tod“, „Chaos“ (Isfet), „Unruhen“ oder „Absinken der Nilflut“.
Die Gottheit Apophis und die Schildkröte, altägyptisch Schetu, zählten zu den Gefährten des Seth, wobei Apophis ergänzend das ikonografische Attribut der Schildkröte besaß. Damit gehörten die Schildkröte und Apophis zu den „Feinden des Re“.

## Mythologische Verbindungen

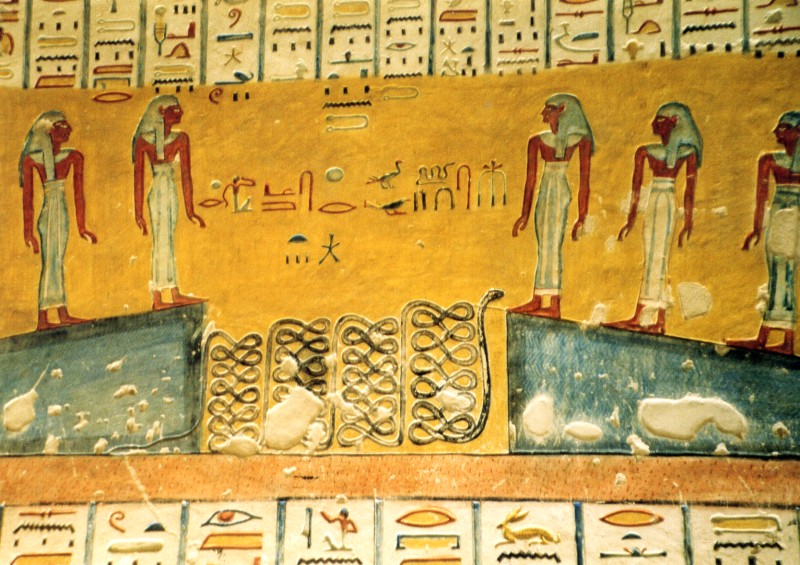
Diese Schlange verkörpert "Die Zeit", nicht Apophis. Links und rechts sechs Stundengöttinen. (Pfortenbuch 4. Stunde)

Apophis war in der ägyptischen Mythologie als Schildkröte für das jährliche Absinken des Nils oder das Ausbleiben der Nilflut verantwortlich. Die Ägypter erklärten dieses Naturereignis als „Ausschlürfen des Nils durch Apophis“. So schlürft Apophis beispielsweise in der siebten Nachtstunde des Amduat das Wasser des unterirdischen Nils ein, um die Sonnenbarke auf Grund laufen zu lassen. Entsprechend wurden die Jahre einer Hungersnot oder eines zu geringen Nilwasserstandes als „Jahre des Sandbänke“ benannt.
In Spruch 108 des ägyptischen Totenbuches aus dem Neuen Reich wird beschrieben, wie Apophis einen Teil der Nilflut in sich aufnimmt, um deren Rückgang zu bewirken: Sie befindet sich auf dem Gipfel des Bachu und ist 30 Ellen lang und zehn Ellen breit. Drei Ellen von ihrem Vorderteil sind ein Messer. Ihr Name ist Imi-hem. Sie greift die Barke des Re an, schlürft das Wasser ein und wird von Seth durch seinen Speer aus Erz vernichtet. Sie ist Apophis. Das verschluckte Nilwasser spuckte Apophis durch den Stoß des Speeres wieder aus, so dass Re seine Fahrt in der Sonnenbarke fortsetzen konnte.
Im Tagewählkalender findet der Inhalt des Totenbuchspruches 108 ebenfalls Erwähnung. Die Möglichkeit eines zwischenzeitlichen Abfallens der Nilfluthöhe, mythologisch durch Apophis verursacht, ist im Tagewählkalender für den 12. Achet II (etwa 17. Augustgreg.) angesetzt.

### Dekanlisten im Nutbuch

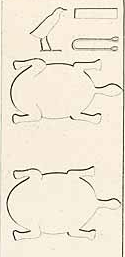
Sternbild Schetui in Hieroglyphen

In den Dekanlisten des Nutbuches (Papyrus Carlsberg 1) repräsentierte Schetu als Ab-Schetui am Leib der Nut den 36. Dekan. Der heliakische Aufgang war für den 26. Peret IV, zehn Tage nach Sopdet,  angesetzt und hatte als Datierungsgrundlage die verfügte Anordnung unter Sesostris III. (12. Dynastie) in dessen siebtem Regierungsjahr.
In diesen Zusammenhang wird der Beiname des Schildkröten-Dekans Ab-anch-schetu („Reinigung des Lebens der Schildkröte“) verständlich, der so ebenfalls den Tod und die Wiedergeburt des Nils hinsichtlich der Nilflut verkörperte. Aus den Schilderungen in den Sonnenhymnen geht hervor, wie Apophis mit Messern zerstückelt oder mit Lanzen erstochen wird. Sein Blut verfärbt den Himmel bei Sonnenaufgang rot. Der Sonnengott Re konnte als Chepri nach dem Tod von Apophis beziehungsweise des Todes der Schildkröte am Himmel aufgehen. Diesen Moment spiegelte das Sternbild Ab-Schetui wider.

### Hymnen
In weiteren Hymnen aus Abydos zählte Apophis als Schildkröte zu den „Wartenden im Gefolge des Seth“, die den gesamten Nil „schlürfen wird“, falls es Seth gelingen sollte, in „das Lichtland in der Duat“ einzudringen. Im Rahmen des mythologischen Neujahrfestes Geburt der Sothis besangen die Ägypter zum Zeitpunkt der Nilschwemme ausgelassen und erleichtert den Tod und die Wiedergeburt: „Die Schildkröte ist tot, Re lebt, die Schildkröte ist tot“.

## Naos der Dekaden
Im vom Pharao Nektanebos I. hergestellten Naos der Dekaden war die „Sandbank des Apophis“ Namensgeber für den 35. Dekan, der astrologisch für die 35. Dekade verantwortlich war.  Nach etwa einem Sothis-Zyklus gegenüber der Regierungszeit von Sesostris III. nahm der Dekan „Sandbank des Apophis“ fast die gleiche Position wie im Dekadensystem des Nutbuches ein. Seine Wirkung entfaltete sich mit dem Erreichen der Kulmination (altägyptisch Aha) in der zwölften Nachtstunde, die kurz vor Sonnenaufgang begann.
Die 35. Dekade „Sandbank des Apophis“, deren Geburt (heliakischer Aufgang) sich in der Regierungszeit des Nektanebos I. (379 bis 360 v. Chr.) am 11. Schemu IV (19. Junigreg.) zehn Tage vor Beginn der Nilschwemme vollzog, war zuständig für das Absinken der Nilflut ab dem 1. Achet III (12. Septembergreg.):

„Der große Gott am Uranfang. Er ist der, der vor Apophis auf der Sandbank des Ostens rettet, [...] der an der Bitternis von einem Tag leidet und der rettet vor der Bitternis mit großer Betrübnis. Er kann nicht sprechen wegen der Fesseln.“